# Tomb Raider
Tomb Raider (angleško plenilka grobov) je serija videoiger, ki jo je ustvaril Core Design, založil pa Eidos. Gre za tretjeosebno akcijsko pustolovščino, ki je doživela osem nadaljevanj. Po njej so posneli tudi tri filme. Naslovna junakinja je Lara Croft, britanska arheologinja, ki v slogu Indiane Jonesa po vsem svetu išče izgubljene predmete. Igro so dobro sprejeli, Lara Croft pa je postala kulturni fenomen.

## Igre

### Tomb Raider (izvirna igra)
Prva igra v seriji je izšla leta 1996 za osebne računalnike, PlayStation ter Sega Saturn. Igra je nastala izključno v 3D tehniki. Zanjo je značilen tretje-oseben pogled v hrbet. Lara teče, skače, visi z roba previsov, se zakotali in plava, prav tako tudi strelja z nekaj različnimi kosi orožja. Številni nasprotniki, uganke, vmesni filmi, raznolika okolja ter zanimiva zgodba delajo igro izjemno privlačno.
Ko se Lara vrne z ekspedicije v Himalaji, stopi v stik z njo poslovnica Jacqueline Natla. Ta ji naroči, naj poišče tri starodavne artefakte izjemne moči, imenovane Scion, ki so jih skovali na Atlantidi. Sčasoma se stvari zapletejo in pot jo popelje skozi petnajst nivojev iz Peruja, preko Evrope in Egipta do Atlantide.

#### Tomb Raider Gold
Leta 1998 je bila igra ponovno izdana kot zlata različica le za Macintosh in PC. Dodani so ji bili še štirje nivoji v dveh zgodbah, Shadow of the Cat in Unfinished Business. Junakinja se vrne na znane lokacije iz izvirne igre, da dokonča posle.

### Tomb Raider II: The Dagger of Xian
Igra je bila izdana leta 1997. Nadaljevanje uspešnega prvega dela, ki je sicer zelo podobna izvirniku, ima dodane nekatere izboljšave, kot so nova orožja, novi gibi, vozila ter daljši nivoji. Prav tako se Lara med igro večkrat preobleče.
Lara na Kitajskem, v Benetkah, na razbitini Marie Dorie in v Tibetu išče Bodalo iz Xiana. Zadnji nivo je njena domača vila v Angliji. Na poti ji ponovno stojijo številni nasprotniki ...

#### Tomb Raider II Gold
S petimi dodatnimi nivoji, ki so tvorili posebno zgodbo z naslovom The Golden Mask, je bila leta 1999 igra ponovno izdana za PC.

### Tomb Raider III: Adventures of Lara Croft
Tretja v seriji iger (1998) postreže z novimi izboljšavami, tako gibanja kot okolja, prav tako so dodana nova vozila in nove nevarnosti. Novost je tudi igranje zadnjih treh sklopov nivojev v poljubnem vrstem redu. V različici za Macintoshje shranjevanje položaja omejeno na določena mesta, kjer se pojavljajo posebni kristali.
Štirje kosi starodavnega meteorita, ki jih mora zbrati Lara, so razpršeni po celem svetu, od Indije, Nevade, južnih pacifiških otokov in Londona do Antarktike. Igralec je nagrajen z dodatnim, dvajsetim nivojem, v kolikor najde vsaj 59 skrivnosti skozi celotno igro.

#### Tomb Raider III: The Lost Artifact
Šest dodatnih nivojev, ki so na voljo v dodatku, izdanem leta 1999, popelje Laro na pot za petim kosom meteorita skozi Škotsko višavje, Dover in pariške katakombe.

### Tomb Raider: The Last Revelation
Četrti Tomb Raider (1999) ima novo grafično podobo, nov vmesnik za inventar in nastavitve, Lara pa obvlada plezanje in skakanje po vrveh. Pojavita se dve novi orožji, samostrel in revolver. Možno je tudi ročno merjenje.
Igra je razdeljena v dva dela. Prvi del se dogaja v Kambodži, kjer se mlada Lara s svojim učiteljem pripravlja na preizkušnje, ki jo čakajo v prihodnosti. V drugem delu nastopa odrasla Lara, odvija pa se izključno v Egiptu (Dolina kraljev, Karnak, Aleksandrija, Kairo, Giza).

### Tomb Raider Chronicles
Izdana leta 2000 za PC, Sega Dreamcast in PlayStation, igra ne prinese mnogo tehničnih sprememb. Dodanih je nekaj novih gibov in sposobnosti ter orožji, ki jih v četrtem nadaljevanju ni bilo. Igro hromijo številni hrošči, ki ponekod onemogočajo igranje. Je pa k 5. delu serije dodan urejevalnik stopenj.
Lara je še vedno pogrešana. Na spominski procesiji se prijatelji spominjajo štirih njenih pustolovščin, ki se odvijajo v Rimu, Rusiji, na Irskem in v New Yorku.

### Tomb Raider: The Angel of Darkness
Šesto nadaljevane (2003 za PC in PlayStation 2) zasnovano kot trilogija naj bi prineslo osvežitev v izrabljeno in zastarelo zasnovo igre, vendar do tega ni prišlo. Ogromno hroščev, slab nadzor ter pomanjkanje dejanskih grobnic so glavni vzroki za odklonilno stališče privržencev in predvsem medijev, dejstvo da je bila igra izdana pred rokom je bilo zamolčano. Veliko pohval pa je prejela kompleksnost značajev likov ter zgodba.
Lara je na begu, saj je obdolžena umora svojega učitelja Wernerja Von Croya. Igra se odvija v Parizu in Pragi, v nekaterih nivojih pa namesto nad Laro prevzamemo nadzor nad njenim novim tovarišem Kurtisom.

### Tomb Raider: Legend
Prva igra iz serije, ki jo je za Eidos razvil Crystal Dynamics leta 2006, Lari so popolnoma spremenili zgodovino. Razvili so različice za PS2, PC, Xbox, Xbox 360, PSP, GameCube, Game Boy Advance in Nintendo DS. Izbira novega razvijalca se je izkazala za uspešno, saj je skok v kakovosti še kako očiten. Čeprav je igra skorajda tako hroščata kot AOD je imela veliko večjo podporo in reklamo. Tako je znova posegla po samem vrhu med igrami v tej zvrsti.
Zgodba se vrti okrog skrivnostnega meča, ki spominja na Arturjev Excalibur in iskanja njene mame. Iskanje jo popelje skozi Bolivijo, Peru, Tokio, Gano, Kazahstan, Anglijo in Himalajo. Prav tako je na voljo domača vila kot področje za trening in odkrivanje skrivnosti.

### Tomb Raider: Anniversary
V drugi polovici leta 2007 je izšel predelan izvirni Tomb Raider, ki ga razvija Crystal Dynamics. Po tem ko je Eidos zatrl že 80 % dokončano Corovo verzijo in prepovedal kakoršnokoli širjenje govoric in prpmocijskega filmčka z melodijo iz Star Wars ki se je znašel na internetu in med obževalci.
Igra se dogaja v Peruju, Grčiji, Egiptu in na Izgubljenem otoku.

### Tomb Raider: Underworld
TRU je osmo nadaljevanje serije Tomb Raider. Igro je zasnoval in razvil Crystal Dynamics, izdal pa Eidos Interactive. Igra se dobi za PC, PS3, Xbox 360, Nintendo Wii in za PS2.
Igra se dogaja v dvorcu Croftovih (prolog), potem pa v mediteranskem morju, na Tajskem, ponovno v dvorcu Croftovih, v Mehiki, otok Jan Mayen, v Amandovem morju, na koncu pa v severnem ledenem morju. Na začetku vidimo Larino dvojnico, ki uniči hišo, potem pa nas igra pošlje v preteklost.

### Tomb Raider: A Survivor is Born
Ta igra je deveto nadaljevanje sage Tomb Raider. Igro je zasnoval Crystal Dynamics, izdal pa jo bo Square Enix. V prodaji naj bi bila jeseni 2012.

## Film

### Lara Croft: Tomb Raider
Leta 2001 je v kinodvorane prišel prvi celovečerni film o Lari Croft z istoimenskim naslovom (režija Simon West). Glavno vlogo je odigrala Angelina Jolie. Lara išče »Trikotnik svetlobe«, artefakt, ki omogoča nadzor časa.
Gre za film v stilu Indiane Jonesa, le da glavno vlogo odigra gibčna, hiperaktivna seks-bomba. Mešanica akcije, pustolovščine in znanstvene fantastike se oddalji od enostavne ekranizacije računalniške igre, vendar ne nudi presežkov v kakovosti.

### Lara Croft - Tomb Raider: Zibelka smrti
V Zibelki življenja (Lara Croft Tomb Raider: The Cradle of Life; režija Jan de Bont) pride Lara (Angelina Jolie) na sled najbrž najpomembnejšemu odkritju nasploh –Pandorini skrinjici. Ta pade v roke zlobnemu znanstveniku (Ciarán Hinds), ki upa, da jo bo lahko uporabil kot najmočnejše orožje.
Film kritikov ni navdušil, prav tako ne gledalcev.